# 新諸国物語
新諸国物語（しんしょこくものがたり）は、1952年から月曜から金曜の午後6時30分 - 45分にNHKでラジオドラマとして放送された、北村寿夫原作の一連の冒険活劇である。

## 概要
子供向けの時代劇で、善の白鳥党と悪のされこうべ党の時代を超えた戦いを描くシリーズドラマである。「笛吹童子」と「紅孔雀」の人気は特に高く、東映で映画化されたほか、1970年代にNHK総合テレビで人形劇としても放送された。

## 作品リスト
- 白鳥の騎士（1952年放送）[1]
- 笛吹童子（1953年1月5日 - 12月31日放送） [2][3]
- 紅孔雀（1954年1月4日 - 12月31日放送）[4]
- 七つの誓い（1955年放送）[5]
- オテナの塔（1956年1月2日 - 12月31日放送）[6]
- 天の鶯（1959年放送）[7]
- 黄金孔雀城（1960年放送）[8]

スピンアウト作品
- 風小僧
- 霧の小次郎
- 三日月童子